# Heinz Schmalix
Heinrich „Heinz“ Schmalix (* 24. Juli 1910; † 6. Oktober 1975) war ein deutscher Hockeyspieler.
Heinz Schmalix spielte für den Berliner HC, mit dem er 1941 Deutscher Meister wurde. Der Mittelfeldspieler debütierte 1935 in der deutschen Hockeynationalmannschaft. Bei den Olympischen Spielen 1936 in Berlin gehörten mit Alfred Gerdes, Werner Hamel, Erwin Keller, Herbert Kemmer und Heinz Schmalix fünf Spieler des Berliner HC zum deutschen Aufgebot. Alle fünf Berliner spielten auch im Finale mit, in dem die damals als unschlagbar geltenden Inder mit 8:1 gewannen. Insgesamt wirkte Heinz Schmalix von 1935 bis 1941 in 28 Länderspielen mit.